# Sicilian Ghost Story
Pour plus de détails, voir Fiche technique et Distribution.
Sicilian Ghost Story est un film italien réalisé par Fabio Grassadonia et Antonio Piazza sorti en 2017. Il est inspiré du meurtre de Giuseppe Di Matteo survenu en 1996. Présenté au Festival de Cannes 2017 en ouverture de la Semaine de la Critique, le film a été distribué dans vingt-cinq pays.

## Synopsis
Dans un petit village sicilien adossé à une forêt, Giuseppe, un garçon de 13 ans, joue avec Luna, une camarade de classe qui en est amoureuse.
Lorsqu'il disparaît mystérieusement, elle ne se résigne pas. Elle se rebelle contre l'omertà et la complicité qui l'entourent. Pour le retrouver, elle descend dans le monde obscur qui l'a englouti et auquel on accède par un lac. Seul leur amour indestructible lui permettra de revenir.

## Fiche technique
- Titre original et français : Sicilian Ghost Story
- Réalisation et Scénario : Fabio Grassadonia et Antonio Piazza
- Décors : Laura Casalini
- Photographie : Luca Bigazzi
- Montage : Cristiano Travaglioli
- Musique : Anton Spielman
- Producteur : Massimo Cristaldi
- Pays d'origine :  Italie
- Format : Couleurs - 35 mm - 2,35:1
- Genre : drame
- Durée : 122 minutes
- Dates de sortie :
  - France : 18 mai 2017 (Festival de Cannes 2017), 13 juin 2018 (sortie nationale)
  - Italie : 18 mai 2017

## Distribution
- Julia Jedlikowska : Luna
- Gaetano Fernandez : Giuseppe
- Corinne Musallari : Loredana
- Andrea Falzone : Nino
- Federico Finocchiaro : Calogero
- Lorenzo Curcio : Mariano
- Vincenzo Amato : le père de Luna
- Sabine Timoteo : la mère de Luna
- Filippo Luna : U'Nanu
- Baldassare Tre Re : Venatura
- Rosario Terranova : Scannacristiani
- Gabriele Falsetta : Giufà
- Vincenzo Crivello : l'Allemand
- Dino Santoro : Chiodo
- Antonio Prester : le grand-père de Giuseppe

## Sortie

### Accueil critique
En France, le site Allociné recense une moyenne des critiques presse de 3,3/5, et des critiques spectateurs à 3,6/5.
Pour Mathieu Macheret du Monde, « ce conte gothique, inspiré d'un fait divers et convoquant le mythe romantique de Roméo et Juliette, avait tout pour susciter le trouble et la fascination. Mais l'écriture calibrée et la mise en scène au trait parfois épais des deux auteurs font preuve d'un volontarisme sans doute trop explicatif pour véritablement laisser croire aux fantômes ou accueillir leur cortège de métaphores flottantes ».
Pour Jérémie Couston de Télérama, « hantés par ce fait divers, les réalisateurs tentent d'en atténuer l'atrocité en basculant vers le conte fantastique et l'histoire d’amour contrariée, via le personnage, fictif, de la petite amie du kidnappé. Mais à force d'effets de style appuyés (musique bourdonnante, lents travellings), le récit s'épuise et laisse son spectateur à distance. ».
Pour Nicolas Schaller, de L'Obs, le film est « osé, sublimement réalisé, d'une troublante beauté ».
Pour Marco Uzal du journal Libération : « ce film étrange slalome entre deux grands écueils : le sordide, côté description du fait divers, et la niaiserie, côté romantisme pubère. Mais par le délicat équilibre de son scénario et de sa mise en scène, et par l’émouvante présence de ses jeunes acteurs, il parvient à ne sombrer ni dans l’un ni dans l’autre. »
Thomas Baurez, de Studio Magazine : « Sicilian Ghost Story, porté par deux gamins épatants, colle ainsi à la peau du spectateur, l'envoûte jusqu'à l'étourdir. Les derniers instants de cette œuvre déchirent le cœur de celles et ceux qui auront accepté de voyager jusqu'à ces terres maudites. »
Pour Frédéric Mercier, Transfuge :
« À l'unisson des efforts désespérés du bel amant qui cherche à se rappeler à la mémoire de sa fiancée, c'est le souvenir de la veine la plus grandiose et opératique des cinémas italiens qui nous revient ici avec force. »
Renaud Baronian, du Parisien : « Formidable chronique sicilienne qui aborde le thème des enfants martyrisés par la mafia, des fantômes et des secrets de famille, Sicilian Ghost Story flirte de façon étonnante avec le fantastique, tout en dénonçant un système d’une terrible cruauté. »
Yannick Vély, Paris-Match : « Tout en respectant certains détails morbides bien réels, Fabio Grassadonia et Antonio Piazza (Salvo) repoussent le naturalisme pour signer un conte macabre impressionnant, surtout dans une seconde partie de plus en plus abstraite. »

## Distinctions

### Récompense
- 63e cérémonie des David di Donatello : David di Donatello du meilleur scénario adapté.

### Sélections
- Festival de Cannes 2017 : sélection à la Semaine de la Critique, film d'ouverture.
- Festival du film italien de Villerupt 2017 : sélection en compétition officielle.
- Paris International Fantastic Film Festival 2017 : sélection en compétition officielle.
- Festival international du film policier de Beaune 2018 : sélection en compétition Sang Neuf.
- Lyon Quais du Polar 2018 : sélection officielle.

## Revue de presse
- Olivier Pélisson, Les Enfants du silence, Bande à Part,  11 juin 2018[5]